# Henry Rowe Schoolcraft

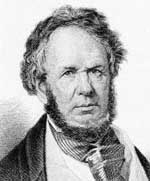
Henry Rowe Schoolcraft

Henry Rowe Schoolcraft (* 28. März 1793 in Guilderland, damals zu Watervliet, Albany County, New York gehörend; † 10. Dezember 1864 in Washington, D.C.) war ein US-amerikanischer Entdecker und Ethnologe, der bekannt dafür wurde, im Jahr 1832 die Quelle des Mississippi River gefunden zu haben.

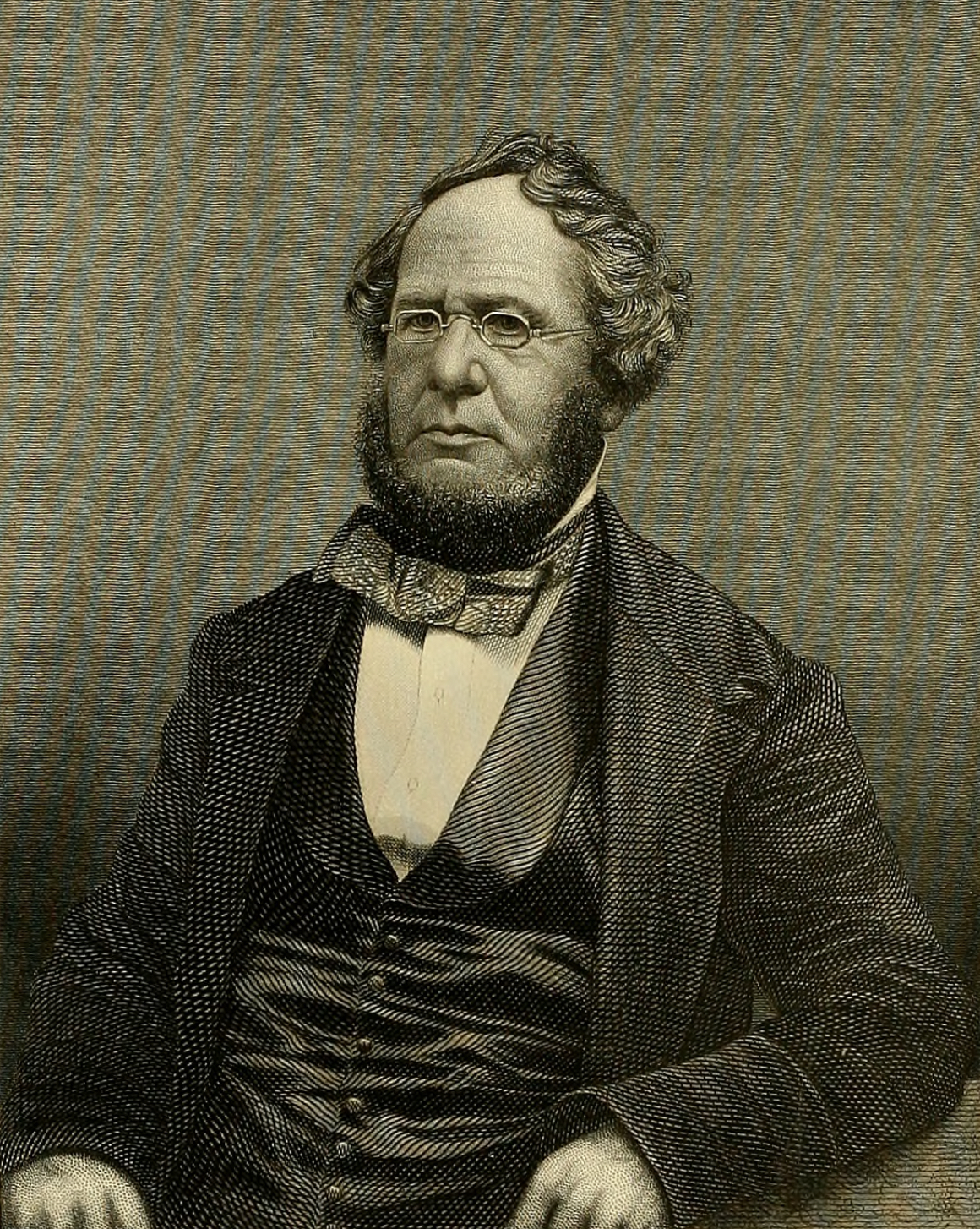
Henry Rowe Schoolcraft, 1884

 1837 wurde die Stadt Allegan von ihm in einer Wortneuschöpfung benannt, die wie ein indianisches Wort klingt.
Die ersten Interessen von Schoolcraft waren Steine und Mineralien, die ihn 1820 zu einer geologischen Expedition zum Oberen See brachten. Anschließend war er Kartenhersteller und Staatsangestellter an der Northwest Frontier, nahe dem See Lake Superior. 1822 ging er als Indianeragent nach Michigan und wurde 1839 zum Hauptagenten der Indianer des nördlichen Departments ernannt. Im Jahre 1832 entdeckte er die Quelle des Mississippi in einem See in Nord-Minnesota, den er Lake Itasca nannte, nach den lateinischen Wörtern veritas (Wahrheit) und caput (Kopf).
Schoolcraft war mit Jane Johnston verheiratet, die indianisch-irischer Herkunft war. Er interessierte sich für die amerikanische Urbevölkerung und schrieb mit Unterstützung seiner Frau über deren Geschichte, Sprache, Mythologie, Hieroglyphen, Bilder, Religionen usw. Sein Hauptwerk wird gebildet durch die nach einer Kongressakte unternommene und auf Kosten der Regierung herausgegebene Historical and statistical information respecting the history, condition, and prospects of the Indian tribes of the United States (6 Bde., 336 Kupfertafeln) Philadelphia (1851–1857). In zweiter Ehe war er mit Mary Howard verheiratet, die aus einer Plantagenfamilie in South Carolina stammte. Sie schrieb das Buch The Black Gauntlet. A Tale of Plantation Life in South Carolina, in dem sie die Sklaverei verteidigte.
1847 zog Henry Rowe Schoolcraft nach Washington, wo er am 10. Dezember 1864 starb.

## Werke
- Travels in the central portions of the Mississippi valley. (1825)
- Narrative of an expedition through the Upper Mississippi to Itasca Lake. (1834)
- Algic researches. 2 Bde. New York (1839)
- The myth of Hiawatha and other oral legends. Philadelphia (1856)
- Oneota, or characteristics of the red race of America. New York (1844)
- The Indian in his wigwam. (1848)
- Notes on the Iroquois. Albany (1846)
- The red race of America. (1847)
- Personal memoirs of a residence of thirty years with the Indian tribes. Philadelphia (1851)
- Scenes and adventures in the semi-alpine regions of the Ozark Mountains. Philadelphia (1853)

## Sonstiges
- Fredrika Bremer beschreibt Schoolcraft im zweiten Band ihres Werkes „Die Heimath in der neuen Welt“ als „interessanten, wohlwollenden Gelehrten, der großartig beschreibt“.